# Distintivo di Coburgo
Il Distintivo di Coburgo (in tedesco: Das Coburger Abzeichen) fu il primo distintivo ufficiale tra le decorazioni del Partito Nazista (NSDAP).

## Storia
Il 14 ottobre 1922, Adolf Hitler condusse 800 membri delle SA da Monaco e da altre città bavaresi in treno a Coburgo per una manifestazione durante la quale si verificarono diversi scontri in strada con i comunisti del KPD-O (partito nato dalla scissione con il KPD). In seguito, il giorno fu conosciuto come giornata tedesca di Coburgo.

## Descrizione
Hitler ordinò che il 14 ottobre 1932 fosse coniato il Distintivo di Coburgo per commemorare l'evento avvenuto dieci anni prima e i partecipanti. Il distintivo era in bronzo, largo 40 mm e alto 54 mm, presentava una spada puntata verso il basso sulla faccia di una svastica, all'interno di una corona ovale; in cima alla corona c'erano il castello e il villaggio di Coburgo, sulla corona l'iscrizione conteneva le parole MIT HITLER IN COBURG 1922-1932 (Con Hitler a Coburgo 1922-1932).
Nel novembre 1936 Hitler istituì nuovi "Ordini e riconoscimenti" del Terzo reich. I riconoscimenti in ordine di importanza del Partito Nazista sono:
1. Distintivo di Coburgo;
2. Distintivo del partito di Norimberga (1929);
3. Distintivo del raduno di Brunswick (1931);
4. Distintivo d'oro del NSDAP;
5. Ordine del Sangue;
6. Distintivo commemorativo del Gau;
7. Distintivo d'oro della gioventù hitleriana.

Il 1º agosto 1939, il Reichsführer-SS Heinrich Himmler decretò che qualsiasi membro delle SS, sia arruolato che ufficiale, che indossasse il Distintivo di Coburgo potesse indossare l'anello Totenkopf.